# Majholmen, Esbo
Majholmen är en ö i Finland. Den ligger i Finska viken och i kommunen Esbo i den ekonomiska regionen  Helsingfors i landskapet Nyland, i den södra delen av landet. Ön ligger omkring 14 kilometer väster om Helsingfors.
Öns area är 0,7 hektar och dess största längd är 150 meter i öst-västlig riktning.